# Lessodatxa
Lessodatxa - Лесодача (rus) és un possiólok, un poble, del krai de Krasnodar, a Rússia. Es troba a la vora esquerra del riu Kuban, a 19 km a l'est de Gulkévitxi a 158 km a l'est de Krasnodar, la capital.
Pertany al municipi de Ventsi.